# Rudolf Meister
Rudolf Meister (1 de agosto de 1897 - 11 de septiembre de 1958) fue un general alemán (General der Flieger) en la Luftwaffe durante la II Guerra Mundial que comandó la 4.ª Flota Aérea. Fue condecorado con la Cruz de Caballero de la Cruz de Hierro de la Alemania Nazi. Meister se rindió a las tropas estadounidenses en mayo de 1945 y fue internado hasta 1948.
En 1950, Meister fue uno de los autores del memorándum Himmerod que abordaba el tema del rearme (Wiederbewaffnung) de la República Federal de Alemania después de la II Guerra Mundial.

## Condecoraciones
- Cruz Alemana en Oro el 30 de octubre de 1941 como Oberst im Generalstab del VIII. Fliegerkorps[1]
- Cruz de Caballero de la Cruz de Hierro el 5 de septiembre de 1944 como Generalleutnant y comandante del IV. Fliegerkorps[2]